# Гордо (Алабама)
Гордо (енгл. Gordo) град је у америчкој савезној држави Алабама. По попису становништва из 2010. у њему је живело 1.750 становника.

## Демографија
Према попису становништва из 2010. у граду је живело 1.750 становника, што је 73 (4,4%) становника више него 2000. године.
| Група             | 2000.       | 2010.         |
| Белци             | 974 (58,1%) | 1.025 (58,6%) |
| Афроамериканци    | 676 (40,3%) | 661 (37,8%)   |
| Азијати           | 0 (0,0%)    | 4 (0,2%)      |
| Хиспаноамериканци | 21 (1,3%)   | 26 (1,5%)     |
| Укупно            | 1.677       | 1.750         |